# Steve Ott
Steve Robert Ott (Summerside, 19 agosto 1982) è un allenatore di hockey su ghiaccio ed ex hockeista su ghiaccio canadese, assistente allenatore dei St. Louis Blues, squadra della National Hockey League.